# عبد الله ديارا
عبد الله ديارا (بالفرنسية: Abdoulaye Diarra)‏ (28 ديسمبر 1994 بمالي - ) هو لاعب كرة قدم مالي في مركز الوسط. شارك مع منتخب مالي لكرة القدم.

## روابط خارجية
- عبد الله ديارا على موقع قاعدة بيانات كرة القدم.إي يو (الإنجليزية)
- عبد الله ديارا على موقع ناشيونال فوتبول تيمز (الإنجليزية)
- عبد الله ديارا على موقع Soccerway.com (الإنجليزية)
- عبد الله ديارا على موقع عالم كرة القدم.نت (الإنجليزية)